# Susan Kinyua
Susan Kinyua (Meru, c. 1970) és una economista keniana activista en favor de l'apoderament de les dones africanes.
Va néixer a la ciutat keniana de Meru en una família catòlica. Es va llicenciar en banca i finances i va començar la llicenciatura en psicoteràpia. Durant dotze anys, va treballar en Barclays Bank. Després va passar a liderar projectes de la Fundació Kianda amb l'objectiu de capacitar a les dones kenianes. Des d'aquesta institució, ha impulsat el projecte Fanikisha (gran avanç en suajili), per a formar a més de 4.500 dones rurals africanes, de diferents religions, perquè es converteixin en emprenedores. També va implementar programes de salut mental.
En 2024 va rebre el Premi Harambee a la Promoció i Igualtat de la Dona Africana que des de 2010 reconeix la labor humanitària, cultural i educativa per a donar suport als drets i la igualtat de la dona a l'Àfrica subsahariana. Kinyua va destinar la dotació completa del guardó, 10.000 euros, al projecte Fanikisha.